# Serra de Mitges
La Serra de Mitges és una serra de la Vall de Lord que es troba e cavall dels municipis de la Coma i la Pedra i de Guixers, a la comarca del Solsonès.
La serra, d'uns 2,7 km de longitud, tanca per llevant la valleta de Pratformiu i la separa de la de la Corriu. Pel nord s'uneix amb el cordal que baixa del Cap d'Urdet per mitjà del coll de la creu de Jovells i pel sud enllaça amb la serra de Guixers al coll de Cap de Balç.
Al cim del turó de 1.562 m situat al sud de la serra, hi ha un vèrtex geodèsic (referència 276089001).